# WrestleMania III
WrestleMania III fand am Sonntag, dem 29. März 1987 im Pontiac Silverdome von Pontiac im US-Bundesstaat Michigan statt. Der als Pay-per-View produzierte Event war die dritte Ausgabe der WrestleMania, der seit 1985 alljährlich ausgetragenen Hauptveranstaltung der World Wrestling Federation (WWF, heute WWE). Im als „Biggest Main Event In Sports Entertainment“ beworbenen Hauptkampf besiegte Hulk Hogan seinen Rivalen André the Giant und konnte seinen WWF World Heavyweight Title verteidigen.
WrestleMania III gilt als Höhepunkt des Wrestling-Booms der 1980er Jahre, als insbesondere WWF-Wrestling mit ihrem Zugpferd Hulk Hogan („Hulkamania“) ein erheblicher Bestandteil der US-Popkultur war. Über den vom Veranstalter gemeldeten Hallenweltrekordbesuch mit 93.173 Zuschauern entwickelte sich in den Folgejahren eine Debatte.

## Hintergrund & Vorgeschichte

WrestleMania III setzte neue Umsatzmaßstäbe für Vince McMahons World Wrestling Federation (WWF)

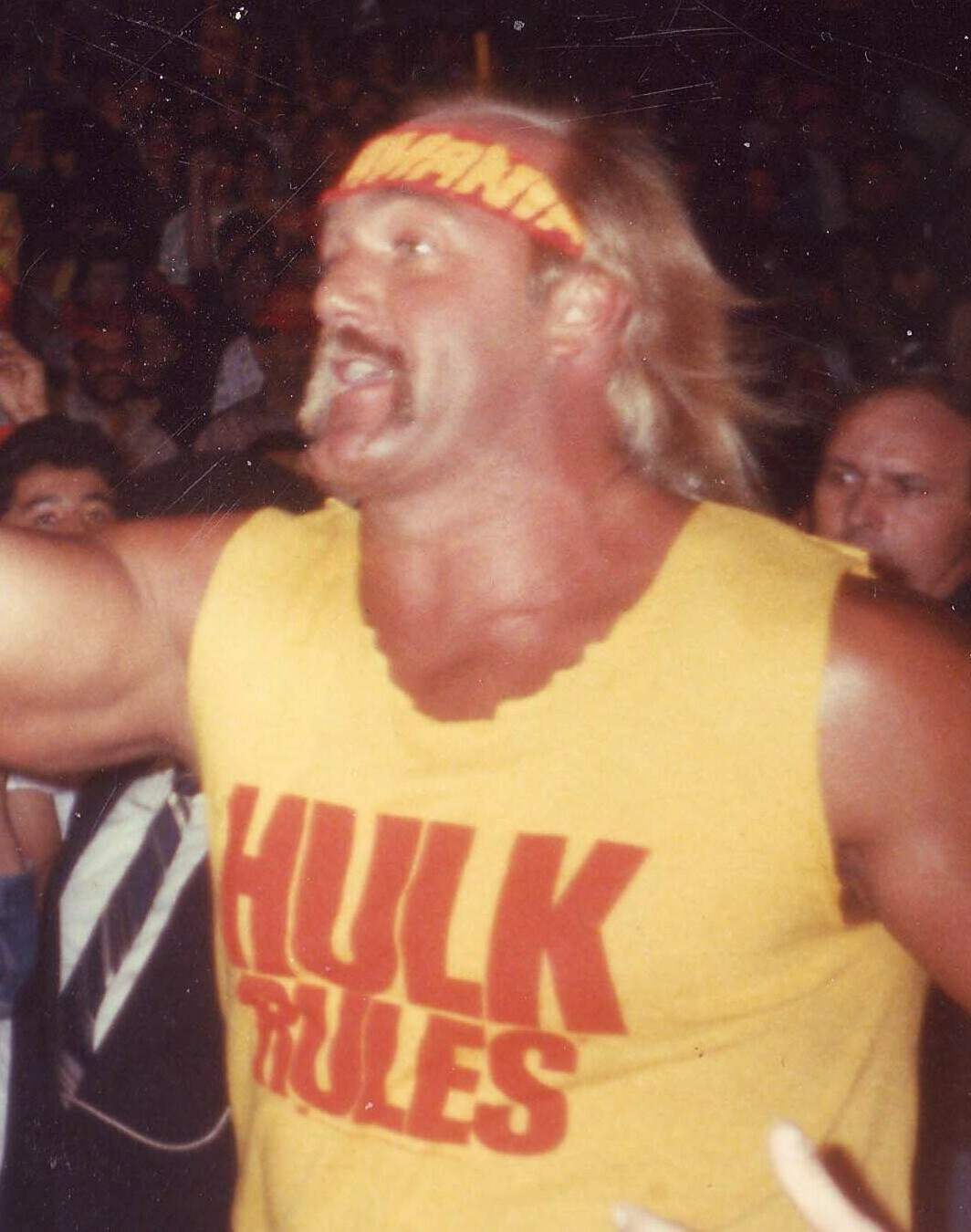
Hulk Hogan, der WWF-Superstar der 1980er Jahre und Superstar von WrestleMania III

Mit WrestleMania I (1985) und WrestleMania II (1986) hatte sich WrestleMania als alljährlich stattfindende Flagship-Veranstaltung der WWF und seinem Mutterkonzern Titan Sports Inc. etabliert. WrestleMania II wurde seitens der WWF erstmalig als Pay-Per-View-Event veranstaltet. Die damals neuartige Technik zahlungswilligen Zuschauern einen Live-Event via Kabel-TV ins heimische Wohnzimmer zu liefern, verschaffte den Veranstaltern solcher Events erheblich erweiterte Möglichkeiten der Gewinnschöpfung. Durch den Erfolg von WrestleMania II inspiriert, wurde auch WrestleMania III als Pay-per-View-Event konzipiert.
Als größte Veranstaltung der WWF wurde WrestleMania III bereits mehrere Monate vorher unter dem Motto „Bigger, Better, Badder“ (zu deutsch etwa: „Größer.Besser.Böser.“) beworben. Dementsprechend wurden Storylines in den regelmäßig im US-Kabelfernsehen gesendeten TV-Shows WWF Prime Time Wrestling, WWF Superstars of Wrestling und WWF Wrestling Challenge ausgearbeitet, die dann bei WrestleMania III zu ihrem jeweiligen Höhepunkt geführt wurden.
Bei WrestleMania III war wie üblich bei derartigen Veranstaltungen alles auf den Hauptkampf/Main Event ausgerichtet, bei dem das landesweit überaus populäre WWF-Zugpferd Hulk Hogan gegen seinen gemäß Storyline „ehemaligen besten Freund“ André the Giant um die WWF World Heavyweight Champion antreten sollte. Die für das Marketing von immenser Bedeutung entwickelte Storyline begann Mitte Januar 1987 als Hulk Hogan in Roddy Pipers Interviewsegment Piper’s Pit mit einer stattlichen Trophäe für seine drei Jahre als amtierender Champion geehrt wurde. In der darauffolgenden Woche erhielt dann André the Giant ebenfalls im Piper’s Pit eine Trophäe dafür, dass er „15 Jahre unbesiegt“ blieb. Jedoch fiel diese Trophäe deutlich kleiner aus als Hogans. Dieser Umstand machte André the Giant eifersüchtig, er schloss sich in Folge dem Heel-Manager Bobby Heenan an und forderte in der am 7. Februar 1987 gesendeten Episode von WWF Wrestling Challenge im Piper’s Pit den „völlig überraschten“ Hogan zu einem Titelkampf bei WrestleMania III heraus. Damit war André the Giant zum ersten Mal in seiner US-Karriere von einem Veranstalter als Bösewicht in Stellung gebracht worden.
Die zweite Hauptfehde für WrestleMania III wurde zwischen Ricky Steamboat und Randy Savage um die WWF Intercontinental Championship konzipiert. Ein bedeutender Teil der ebenfalls über Wochen hinaus durchchoreografierten Fehde bestand in der „Die-Schöne-und-das-Biest“-Konstellation zwischen Savages wunderschöner Managerin Miss Elizabeth und dem als „The Animal“ bekannten Wrestler George Steele auf Seiten Steamboats.
Eine weitere Hauptgeschichte drehte sich um Heel-Referee Danny Davis, der in der am 26. Januar 1987 ausgestrahlten Episode der WWF Superstars of Wrestling dafür sorgte, dass die British Bulldogs (Davey Boy Smith und Dynamite Kid) ihre WWF Tag Team Championship gegen The Hart Foundation verloren. Er wurde dementsprechend seiner Schiedsrichtertätigkeit enthoben und schloss sich als Wrestler der Hart Foundation an.
Eine besondere Vorgeschichte hatte das Match zwischen Honky Tonk Man und Jake Roberts. Bei einem Auftritt im Interviewsegment The Snake Pit hatte der Honky Tonk Man Roberts mit einer Gitarre attackiert. Dabei erlitt Roberts eine tatsächliche Nackenverletzung, da versehentlich eine echte Gitarre statt ein Prop benutzt wurde. Dies hatte auch reale Auswirkungen auf den weiteren Verlauf von Roberts Karriere. Er fiel zunächst für zwei Wochen aus. Die Schmerzmittel, die er anschließend einnehmen musste, hatten weiteren Einfluss auf seine bereits damals bestehende Drogensucht. Die Verletzung wurde in die Storyline aufgenommen und markierte Roberts Wandel zum Face. Die beiden Wrestler hatten danach noch längere Zeit private Probleme.
Daneben wurden noch weitere Fehden aufgebaut, um die Matches glaubwürdig zu gestalten.

## Hauptshow

### Veranstaltungsort
Pontiac Silverdome

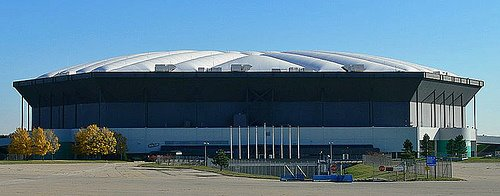
Der Pontiac Silverdome war Schauplatz von WrestleMania III. Offiziell besuchten 93.173 Zuschauer die Veranstaltung in der Nähe von Detroit und sorgten damit laut Veranstalter für einen Zuschauerhallenweltrekord

Bei den Vorplanungen zu WrestleMania III wurde festgelegt, dass der Veranstaltungsort so nah wie möglich an der Ostküste der USA liegen sollte. Trotz ihrer landesweiten Popularität hatte die im US-Bundesstaat Connecticut beheimatete WWF im nordöstlichen Teil der USA ihre mitgliederstärkste Fanbase. So legte man sich auf den Pontiac Silverdome nahe der Metropole Detroit als Veranstaltungshalle fest, die bei American-Football-Spielen mehr als 80.000 Zuschauern Platz bot. Heute für vergleichbare Veranstaltungen undenkbar wurde der Silverdome erst in der letzten Januar-Woche des Jahres 1987 seitens der WWF gebucht – gerade einmal drei Monate vor WrestleMania III. WWF-Besitzer und WrestleMania-III-Veranstalter Vince McMahon hatte mit der Wahl des gigantischen Silverdomes von Beginn an das Ziel vor Augen mit WrestleMania III einen neuen Zuschauerweltrekord für eine Hallenveranstaltung aufzustellen. Bereits für WrestleMania II konnte McMahon in drei verschiedenen Veranstaltungsstätten mehr als 40.000 Zuschauer anlocken, darunter einen ausverkauften Madison Square Garden in New York City.
Der gewählte Veranstaltungsort verlangte nach einigen bis dahin einzigartigen Maßnahmen. Essentiell war, dass der rund 6 × 6 Meter große Wrestling-Ring in der Mitte des eigentlichen Footballfeldes platziert werden musste. Um den Zuschauern von jedem Platz aus ein Entertainmenterlebniss der besonderen Art zu garantieren, ließ die WWF von Ingenieuren vier gigantische TV-Bildschirme in der Hallenmitte über dem Ring installieren. Da die Show allerdings um 16 Uhr Ortszeit beginnen sollte und die Abenddämmerung erst ab 17.30 Uhr einsetzte, hatte man große Sorge, dass die Sonne durch das transparente Hallendach scheinen würde und so das Sehvergnügen verhindern würde. Überlegungen wurden angestellt, die Veranstaltung zeitlich nach hinten zu legen oder gar das Hallendach schwarz anzustreichen. Letztlich war es für derlei Maßnahmen zu spät und man vertraute auf Glück. Und so kam es: Der 29. März 1987 war ein wolkenbehangener und durchweg bedeckter Tag in der Metropolregion Detroit.
WrestleMania III begann planmäßig um 16 Uhr Ortszeit und endete nach rund dreieinhalb Stunden Veranstaltungsdauer um 19.30 Uhr Ortszeit.
Zuschauerzahlen
Mit 93.173 Zuschauern vermeldete die WWF in Person von Gene Okerlund noch während des laufenden Events einen neuen Zuschauerweltrekord für eine Indoor-Veranstaltung. Die Zuschauerzahl wurde auch von den Betreibern des Silverdome bestätigt. Bereits am 26. März verkündete Basil De Vito, Vizepräsident der WWF-Marketing-Abteilung, in der im US-Bundesstaat Michigan ansässigen Zeitung Lansing State Journal, dass WrestleMania III restlos ausverkauft ist.
Die Zahl der tatsächlichen Zuschauer im Pontiac Silverdome ist immer wieder Gegenstand von Spekulationen. Insbesondere der als WWF-kritisch bekannte Dave Meltzer, Herausgeber des Newsletters The Wrestling Observer, bezeichnete 78.000 als realistischere Zahl, ohne dafür jedoch eine stichhaltige Quelle vorzulegen. Meltzer bezog sich dabei auf den mittlerweile verstorbenen Zane Bresloff, einem lokalen Promoter, der ihm angeblich ein Fax mit den offiziellen Zahlen der Ticketverkäufe zusandte. Die Vorwürfe werden aber von verschiedenen Seiten immer wieder entkräftigt. Und letztlich gab auch Meltzer zu Protokoll, dass WrestleMania III zu Recht als ausverkaufte Veranstaltung gilt. Insbesondere der langjährige WWF-Offizielle Bruce Prichard wehrte sich zudem mehrmals öffentlich gegen etwaige Vorwürfe einer Zuschauerzahlmanipulation.
Im Januar 2024 veröffentlichte der Wrestling-Historiker Cory Gibson einen bisher auf Mikrofilm archivierten Artikel des Veranstaltungsbranchenmagazins Amusement Business vom 11. April 1987. Aus dem Artikel geht hervor, dass Mike Abington, damaliger Leiter des Pontiac Silverdoms, von 88.100 verkauften Eintrittskarten berichtet. Die kolportierte Zahl von 93.173 bezog sich Abington zufolge auf sämtliche sich im Silverdome befindliche Personen inklusive den rund 2500 Verkäufern an den Essens-, Getränke-, Fanartikel- und Programmständen.
Eintrittspreise
Bei Ticketpreisen von 9, 15, 20, 30 und 100 US-Dollar bei einem durchschnittlichen Ticketpreis von rund 17 US-Dollar (inflationsbereinigt 2025: ca. 47 US-Dollar) setzte die WWF mit dem Ticketverkauf etwa 1,6 Millionen US-Dollar (inflationsbereinigt 2025: ca. 4 Millionen US-Dollar) um.

### Produktionsmitglieder
| Position     | Person                | Anmerkung                                             |
| ------------ | --------------------- | ----------------------------------------------------- |
| Kommentator  | Gorilla Monsoon       |                                                       |
| Kommentator  | Jesse Ventura         |                                                       |
| Kommentator  | Bob Uecker            | Mixed-Six-Man-Tag-Team Match & Six-Man-Tag-Team-Match |
| Kommentator  | Mary Hart             | Six-Man-Tag-Team-Match                                |
| Kommentator  | Bobby Heenan          | The Dream Team vs. The Rougeau Brothers               |
| Interviewer  | „Mean Gene“ Okerlund  |                                                       |
| Interviewer  | Vince McMahon         |                                                       |
| Interviewer  | Lord Alfred Hayes     |                                                       |
| Interviewer  | Bob Uecker            |                                                       |
| Interviewer  | Mary Hart             |                                                       |
| Ringrichter  | John Bonello          |                                                       |
| Ringrichter  | Dave Hebner           |                                                       |
| Ringrichter  | Jack Kruger           |                                                       |
| Ringrichter  | Jack Lotz             |                                                       |
| Ringrichter  | Joey Marella          |                                                       |
| Ringsprecher | Howard „Howie“ Finkel |                                                       |
| Ringsprecher | Bob Uecker            | Main Event Hulk Hogan vs. André the Giant             |
| Zeitnehmerin | Mary Hart             | Main Event Hulk Hogan vs. André the Giant             |
| Support      | Alice Cooper          | Begleiter von Jake Roberts                            |
| Gastsängerin | Aretha Franklin       |                                                       |

### Ablauf

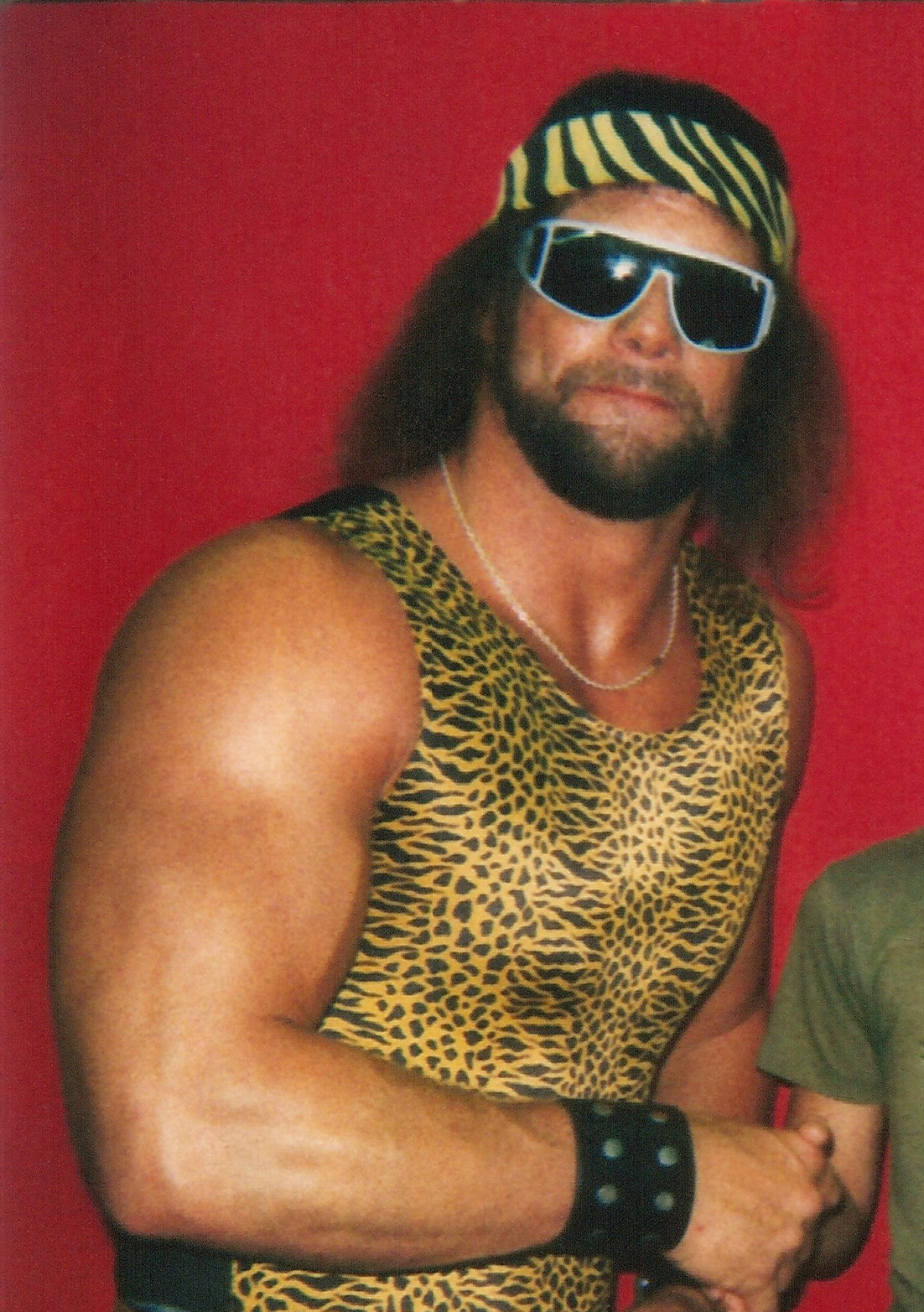
Der Kampf zwischen Randy Savage und Ricky Steamboat wurde von der Fachpresse zum Match des Jahres gekürt

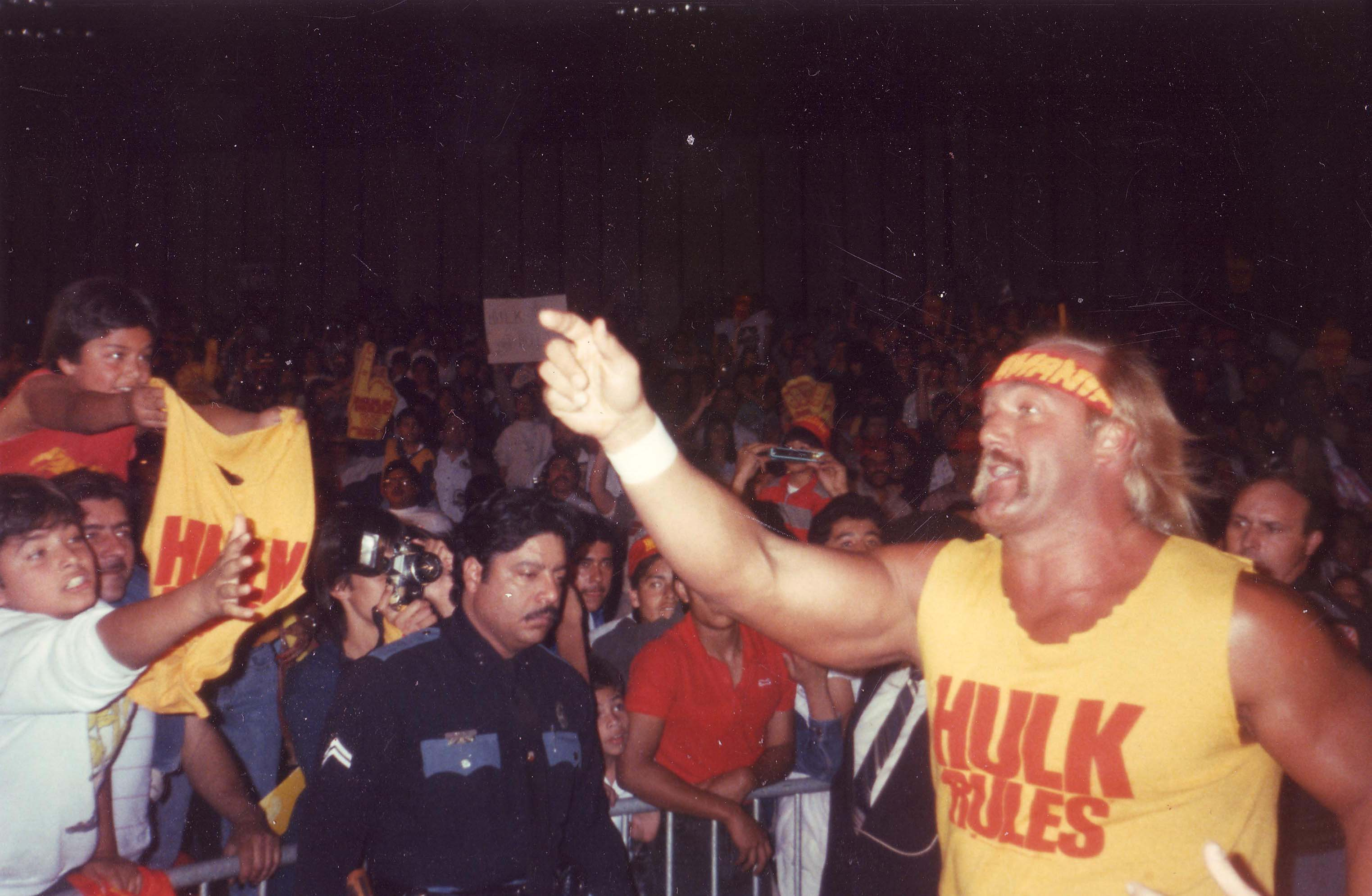
Publikumsliebling Hulk Hogan bestritt als Face den Main Event gegen André the Giant

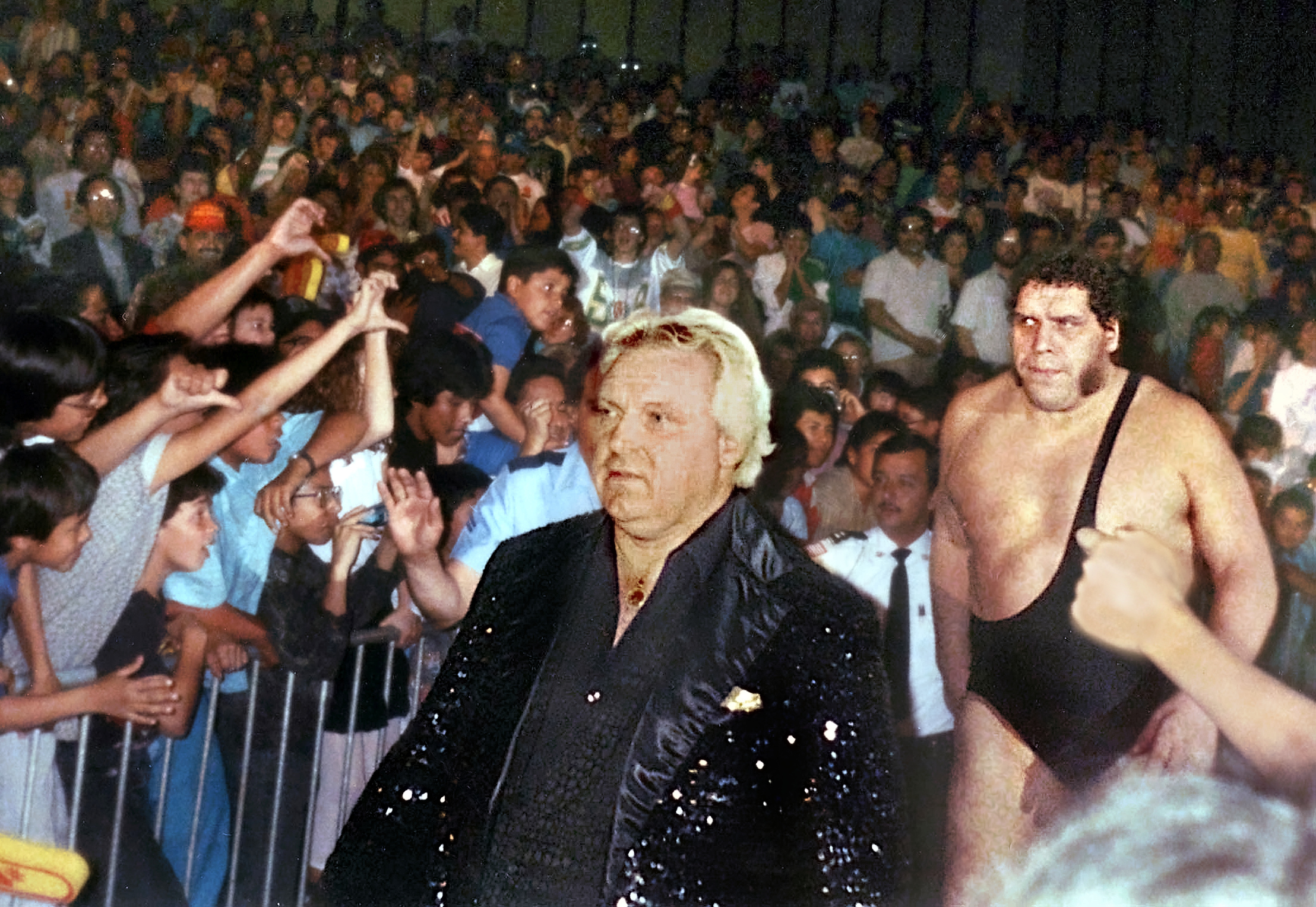
André the Giant als Heel mit Manager Bobby Heenan

Die Show wurde pünktlich um 16 Uhr Ortszeit durch ein kurzes „Welcome to WrestleMania“ von WWF-Besitzer Vince McMahon eröffnet. Im Anschluss kündigte er die Soulsängerin Aretha Franklin an, die klavierspielend America the Beautiful sang, bevor das erste von insgesamt zwölf Matches losging.
Im Eröffnungsmatch besiegten The Can-Am Connection (Rick Martel und Tom Zenk) Bob Orton und The Magnificent Muraco (mit Mr. Fuji). Es folgte das Match Billy Jack Haynes vs. Hercules (mit Bobby Heenan), welches mit einem Double Count Out endete. Anschließend kam es zu einer Prügelei, an deren Ende Heynes nach einigen Kettenschlägen blutüberströmt (Blading) von Hercules in den Full Nelson genommen wurde.
Das nächste Match war ein Mixed-Six-Man-Tag-Team-Match zwischen Hillbilly Jim und King Kong Bundy, die von je zwei kleinwüchsigen Wrestlern (Midget-Wrestlern) begleitet wurden. Als King Kong Bundy, bei einem Gewichtsunterschied von über 150 Kilo drohte, einen der deutlich kleineren Wrestler anzugreifen, wurde er disqualifiziert und die anderen Wrestler verbündeten sich gegen ihn. Der Auftritt der kleinwüchsigen Wrestler Haiti Kid, Little Beaver, Little Tokyo und Lord Littlebrook war einer der letzten großen Auftritte von kleinwüchsigen Wrestlern in den Vereinigten Staaten. Midget-Wrestling war insbesondere in den 1950er populär, verschwand jedoch nie ganz aus dem Wrestling.
Harley Race, der bei dem zweiten King of the Ring zum „König“ gekrönt wurde, besiegte im nächsten Match Junkyard Dog. Bei dem Kampf ging es darum, dass der Verlierer dem Sieger zu huldigen habe. Nach einer Verneigung attackierte Junkyard Dog den neuen „König“ mit einem Stuhl und nahm Robe und Zepter an sich.
Im nächsten Match besiegten The Dream Team (Greg Valentine und Brutus Beefcake) die The Rougeau Brothers (Jacques und Raymond). Es folgte ein Hair Vs. Hair-Match bei dem Roddy Piper Adrian Adonis besiegen durfte. Nachdem Piper gewonnen hatte, kam Edward Leslie als Brutus „The Barber“ Beefcake zum Ring und schnitt Adonis die Haare. Es war einer der ersten Auftritte von Edward Leslie mit seinem Friseurgimmick. Das Match war außerdem als letztes Match von Piper angekündigt, der stattdessen mit Sie leben von John Carpenter eine Filmkarriere beginnen wollte. Er kehrte jedoch bereits zu Wrestlemania V zurück in den Ring.
Danny Davis und The Hart Foundation (Bret Hart und Jim Neidhart) (mit Jimmy Hart) besiegten im folgenden Match Tito Santana und The British Bulldogs (Davey Boy Smith und Dynamite Kid). Mit diesem Match wurde der Heel-Referee Danny Davis als Wrestler eingeführt. Er war aber bereits seit 1982 in einer Doppelrolle und trat als maskierter Mr. X auf.
Es folgte Butch Reeds PPV-Debüt gegen Fan-Favoriten Koko B. Ware. Reed gewann das Match durch eine unfaire Taktik. Anschließend wurde Koko B. Ware von Reeds Manager Slick attackiert, doch Tito Santana eilte ihm zu Hilfe.
Im nächsten Match besiegte Ricky Steamboat (mit George Steele) seinen Gegner Randy Savage (mit Miss Elizabeth) und gewann so die WWF Intercontinental Championship. Neben dem Gastauftritt von George „The Animal“ Steele war es auch das erste Mal, dass der Titel bei einem PPV den Besitzer wechselte. Das Match gilt als eines der besten in der Wrestlemania-Geschichte.
Es folgte ein Einzelmatch zwischen The Honky Tonk Man und Jake Roberts. Mit Jake Roberts trat der Rockstar Alice Cooper als Gaststar auf. Der Honky Tonk Man konnte den Sieg einfahren. Am Ende durfte sich Jake Roberts aber mit Alice Cooper an Jimmy Hart rächen. Dabei hielt Alice Cooper die Schlange von Roberts. Mit diesem Match war Roberts Wandel zum Babyface abgeschlossen.
Im letzten Match vor dem Main Event besiegten The Iron Sheik und Nikolai Volkoff (mit Slick) das Tag-Team The Killer Bees (B. Brian Blair und Jim Brunzell) per Disqualifikation. Im Vorfeld versuchte Nikolai Volkoff die Hymne der Sowjetunion anzustimmen, was von Jim Duggan verhindert wurde. Dieser griff auch in das Match ein, was zur Disqualifikation der Killer Bees führte.

### Main Event
Das Match zwischen Hulk Hogan und dem gesundheitlich schwer angeschlagenen Andre the Giant wurde im Vorhinein als „biggest main event in sports entertainment“ angekündigt. Die Baseball-Legende Bob Uecker trat als Gast-Ringsprecher auf, die Entertainment-Tonight-Moderatorin Mary Hart wurde dem Publikum als Zeitnehmerin präsentiert. Im Vorfeld wurde außerdem das Gerücht verbreitet, dass André the Giant niemals gebodyslammed wurde, um ein weiteres Highlight im Match zu haben. Tatsächlich wurde André the Giant bereits mehrfach in seiner Karriere gebodyslammed, sogar 1980 von Hulk Hogan selbst. Das Match wurde auf den Slam hin aufgebaut. So versuchte Hogan bereits früh im Match André zu slammen, versagte aber entsprechend dem dramaturgischen Aufbau des Kampfes zunächst. Erst am Ende des Matches, nach Hogans üblichem Comeback (bekannt als „hulk up“) gelang ihm ein Scoop Slam und nach seinem berühmten Legdrop konnte er den Sieg erringen. Das Match gilt als eines der besten in Hulk Hogans Karriere, der Slam ging als „The Slam Heard Around the World“ (dt. „Den Slam, den man auf der ganzen Welt hörte“) in die Wrestling-Geschichte ein. Hogan und Vince McMahon machten im Nachhinein keinen Hehl daraus, dass sie es einzig und allein Andrés Mitarbeit und seiner Hingabe fürs Wrestlinggeschäft zu verdanken haben, dass er sich von Hogan bodyslammen und pinnen ließ.
Nach rund dreieinhalb Stunden Veranstaltungsdauer wurde WrestleMania III um 19.30 Uhr Ortszeit beendet.

### Ergebnisse
| Nr. | Ergebnis | Matchart                                             | Matchdauer |
| --- | --- | ---------------------------------------------------- | ---------- |
| 1   | The Can-Am Connection (Rick Martel und Tom Zenk) besiegten Bob Orton und The Magnificent Muraco (mit Mr. Fuji)                                                       | Tag-Team-Match                                       | 05:37      |
| 2   | Billy Jack Haynes vs. Hercules (mit Bobby Heenan) endete mit einem Double Count Out                                                                                  | Einzelmatch                                          | 07:44      |
| 3   | Hillbilly Jim, Haiti Kid und Little Beaver besiegten King Kong Bundy, Little Tokyo und Lord Littlebrook per Disqualifikation                                         | Mixed-Six-Man-Tag-Team Match                         | 03:25      |
| 4   | Harley Race (mit Bobby Heenan und The Fabulous Moolah) besiegte Junkyard Dog                                                                                         | Loser Must Bow-Match (Loser muss sich verneigen)     | 04:22      |
| 5   | The Dream Team (Greg Valentine und Brutus Beefcake) (mit Johnny Valiant und Dino Bravo) besiegten The Rougeau Brothers (Jacques und Raymond)                         | Tag-Team-Match                                       | 04:03      |
| 6   | Roddy Piper besiegte Adrian Adonis (mit Jimmy Hart) | Hair vs. Hair Match                                  | 06:33      |
| 7   | Danny Davis und The Hart Foundation (Bret Hart und Jim Neidhart) (mit Jimmy Hart) besiegten Tito Santana und The British Bulldogs (Davey Boy Smith und Dynamite Kid) | Six-Man-Tag-Team-Match                               | 08:52      |
| 8   | Butch Reed (mit Slick) besiegte Koko B. Ware | Einzelmatch                                          | 03:39      |
| 9   | Ricky Steamboat (mit George Steele) besiegte Randy Savage (C) (mit Miss Elizabeth)                                                                                   | Einzelmatch um die WWF Intercontinental Championship | 14:35      |
| 10  | The Honky Tonk Man (mit Jimmy Hart) besiegte Jake Roberts (mit Alice Cooper)                                                                                         | Einzelmatch                                          | 07:04      |
| 11  | The Iron Sheik und Nikolai Volkoff (mit Slick) besiegten The Killer Bees (B. Brian Blair und Jim Brunzell) per Disqualifikation                                      | Tag Team Match                                       | 05:44      |
| 12  | Hulk Hogan (C) besiegte André the Giant | Einzelmatch um die WWF World Heavyweight Champion    | 12:01      |

## Live-Übertragung
WrestleMania III war ein Pay-Per-View-Event, der zum Preis von 19,95 US-Dollar nach Kaufabschluss am heimischen TV-Gerät via Kabel-TV zu sehen war. Zu diesem Zeitpunkt waren in den USA lediglich rund 6 Millionen Haushalte technisch in der Lage ein Pay-Per-View-Event bestellen zu können. 520.000 Haushalte buchten WrestleMania III, wodurch die WWF folglich mehr als 10 Millionen US-Dollar (inflationsbereinigt 2025: ca. 28 Millionen US-Dollar) generieren konnte.
Zudem vergab die WWF im Vorfeld der Veranstaltung Lizenzen an nordamerika-weit verteilten 163 Veranstaltungsorten (Sporthallen, Theater und vgl.), an denen WrestleMania III als sogenannter Closed-Circuit-TV-Event (CCTV-Event) auf Großbildleinwänden gezeigt wurde. Darunter waren ein ausverkaufter Madison Square Garden in New York (24.000 Zuschauer) und ein ausverkaufter Maple Leaf Gardens in Toronto. Insgesamt 450.000 Zuschauer bei einem Durchschnittsbesuch von 7000 Zuschauern zahlten Eintrittspreise zwischen 9 und 15 US-Dollar, um WrestleMania III live mit Gleichgesinnten auf Großbildleinwänden zu sehen.
In Großbritannien und Westeuropa übertrug der englische Kabelsender Sky Channel die Veranstaltung live ins Kabel-TV-Netz, an das zur damaligen Zeit noch recht wenige Haushalte angeschlossen waren. Zeitversetzte Übertragungen liefen in Japan, Hong Kong, Singapur, Australien und dem Mittleren Osten.

## Gagen
Hulk Hogan und André the Giant erhielten jeweils 750.000 US-Dollar Gage für ihren Auftritt im Main Event von WrestleMania III. Zudem soll André the Giant eine Bonuszahlung von weiteren 250.000 US-Dollar erhalten haben, da er sich von Hogan besiegen lassen ließ. Laut dem am WrestleMania III beteiligten Wrestler Jim Brunzell vom Tag Team The Killer Bees erhielten Hulk Hogan und André the Giant jeweils eine Million US-Dollar Gage, einige wenige Wrestler 25.000 US-Dollar und der Rest jeweils 10.000 US-Dollar Gage.

## Rezeption

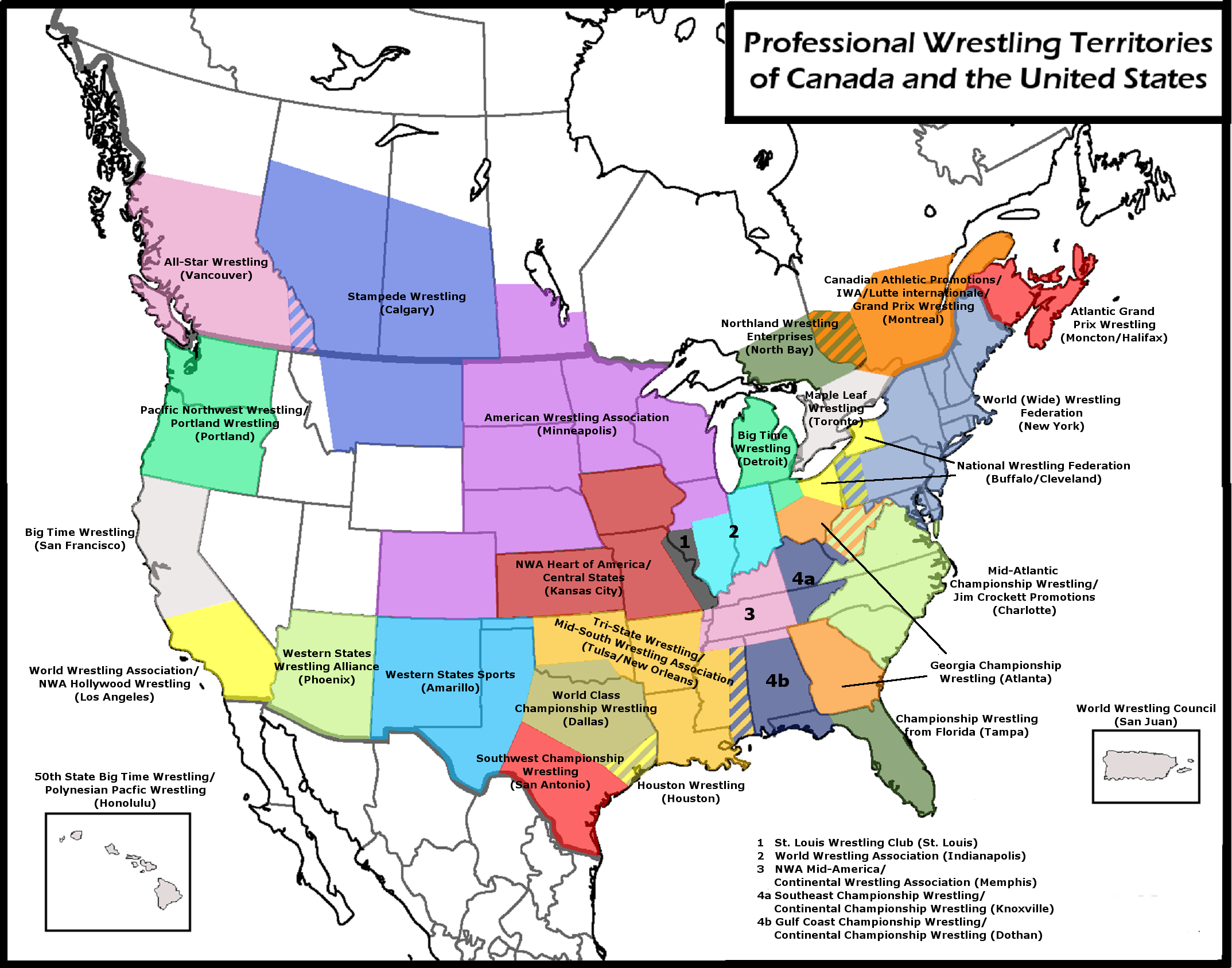
Übersicht über die Wrestling-Promotions der USA Anfang der 1980er Jahre

WrestleMania III sorgte in den USA landesweit für Schlagzeilen. Der überwältigende Publikumserfolg und die als phänomenal bewerteten Zahlen der Pay-per-View-Käufe zementierte die frisch erlangte Vormachtstellung der WWF gegenüber konkurrierenden Promotions wie der American Wrestling Association (AWA) und zahlreichen weiteren über die USA verteilten Wrestling-Promotions, die mit einem gemeinsamen Champion unter dem Dachverband National Wrestling Alliance (NWA) agierten. Noch Anfang der 1980er Jahre gab es in den USA ausschließlich regional aktive Promotions und Veranstalter, deren Wrestlingshows ebenfalls nur im entsprechend regionalen TV zu sehen waren. Die Produktionsstandards dieser TV-Shows waren qualitativ zumeist sehr niedrig. Jede Promotion hatte ihre eigenen Stars und die Zusammenarbeit der einzelnen Promotions war bis auf dem gemeinsam geführten NWA-Champion sehr beschränkt. Zudem gab es kartellähnliche Absprachen, dass man sich nicht gegenseitig in die Quere kam.
Der WWF-Betreiber Vince McMahon erkannte hingegen bereits Anfang der 1980er Jahre das Potential vom neuen Zeitalter des Kabel-TV. McMahon verbesserte folglich zunehmend die Qualitätsstandards der von ihm produzierten WWF-Wrestlingsendungen und ließ sie vor allem via Kabel-TV landesweit ausstrahlen. Mit den dadurch erzielten Einnahmen nahm McMahon nach und nach die Top-Stars der einzelnen Promotions für seine WWF unter Vertrag, da er die besten Gagen zahlen konnte und landesweit die Arenen füllte. Innerhalb kurzer Zeit hatte McMahon das Wrestlinggeschäft in den USA zum Missfallen der anderen Promotions und zahlreicher Traditionalisten komplett revolutioniert. Hulk Hogans Gastauftritt im Spielfilm Rocky 3 (1982) verursachte einen ungeahnten Popularitätsschub für Hogan, der Anfang Januar 1984 endgültig von der AWA zur WWF wechselte. Durch eine Zusammenarbeit mit dem Musiksender MTV, dem Musikmanager David Wolff und der Musikerin Cyndi Lauper entwickelte sich im Laufe der Jahre 1984 und 1985 die Rock'n Wrestling Connection, die die WWF endgültig als Teil der Jugend- und Popkultur in den USA etablierte. Nach WrestleMania I und WrestleMania II war WrestleMania III der vorläufige Höhepunkt dieser Entwicklung, bei der McMahon Wrestling zu einem familien- und mainstreamtauglichen Sports-Entertainment-Programm transformierte. Durch den Erfolg von WrestleMania III kam zunächst im November 1987 mit der Survivor Series die zweite große PPV-Veranstaltungsreihe der WWF hinzu. Es folgte im Januar 1988 die Großveranstaltung Royal Rumble und im August 1988 der seither alljährlich stattfinde PPV SummerSlam.
Das WrestleMania-III-Match zwischen Randy Savage und Ricky Steamboat ging als einer der besten Kämpfe der WrestleMania-Geschichte ein. Die Fachpublikationen Pro Wrestling Illustrated und Wrestling Observer Newsletter wählten Savage vs. Steamboat zum Match of the Year 1987.
Der WrestleMania-III-Sieg von Hulk Hogan als seit rund fünf Jahren unangefochtener Superstar des Wrestlings wurde mitunter als endgültige Wachablösung vom gesundheitlich schwer gezeichneten André the Giant interpretiert, der seit 1972 allerorts für ausverkaufte Hallen sorgte. Die publikumswirksame Fehde zwischen Hulk Hogan und André the Giant wurde auch im Anschluss von WrestleMania III weitergeführt. So standen sich Hogan und André erneut als jeweilige Teamcaptains im Main Event der ersten Ausgabe der im November 1987 erstmals ausgetragenen Survivor Series 1987 gegenüber. Zum offiziellen Rematch von WrestleMania III zwischen Hogan und André kam es am 5. Februar 1988 im Rahmen der Veranstaltung The Main Event. Der US-TV-Sender NBC übertrug live und zur besten Sendezeit (Freitagabend ab 20 Uhr) vor über 33 Millionen TV-Zuschauern den Wrestling-Geschichte schreibende Kampf. Sowohl die TV-Zuschauerzahl als auch die Einschaltquote in Höhe von 15,2 Punkten bedeuteten einen Rekord für ein im US-Fernsehen übertragenes Wrestlingmatch. Im Verlauf des spektakulären Endes des Kampfes pinnte Herausforderer André the Giant den Titelverteidiger Hulk Hogan. Doch obwohl Hogan während dieser Aktion die Schulter anhob, zählte der vermeintliche Referee Dave Hebner einfach weiter. Zum Entsetzen der meisten Zuschauer wurde André daraufhin von Hebner der WWF-Weltmeisterschaftsgürtel überreicht und zum neuen WWF World Heavyweight Champion erklärt. Doch nur wenige Sekunden später gab André den Titel an The Million Dollar Man Ted DiBiase weiter. Nun offenbarte sich dem Zuschauer ein abgekartetes Spiel, denn aus dem Nichts tauchte plötzlich ein Doppelgänger des Referees Hebner im Ring auf, der im wahren Leben Dave Hebners Zwillingsbruder Earl war. Die Storyline beinhaltete demzufolge, dass DiBiase im Vorlauf zum Match mittels eines Gesichtschirurgen einen Doppelgänger von Dave Hebner erschuf. Dieser wirkte dann als Dave Hebner getarnt als Ringreferee und verhalf André respektive Ted DiBiase zum Titelgewinn. Im Anschluss an das Match erschien nun in gleicher Refereekluft der wahre Dave Hebner im Ring. Dem völlig verdutztem Publikum standen nun also zwei völlig identisch aussehende Referees gegenüber, von denen nur einer der wahre Dave Hebner war. Letztlich offenbarte sich der falsche Dave Hebner durch einen Fehler. Daraufhin stemmte Hogan den falschen Hebner in die Luft und warf ihn auf die Entourage bestehend aus André The Giant, Ted DiBase und Virgil. Im Anschluss wurde der WWF World Heavyweight Title seitens der WWF für vakant erklärt. Bei WrestleMania IV wurde im Zuge eines Tournaments der neue Titelträger ausgefochten. Im Viertelfinale trafen Hogan und André the Giant erneut aufeinander. Doch beide wurden im Verlaufe des Matches disqualifiziert. Den vakanten Titel gewann schließlich Randy Savage im Finale gegen Ted DiBiase – nachdem Hogan DiBiase mit einem Klappstuhl niederschlug. Die Fehde zwischen Hogan und André wurde auch nach WrestleMania IV weitergeführt. Allerdings in neuer Konstellation im Tag-Team-Modus. Hogan bildete fortan mit dem neuen WWF World Heavyweight Champion Randy Savage das Duo The Mega Powers während André the Giant mit Ted DiBiase als The Mega Bucks (Bucks sind umgangssprachlich Dollar-Scheine) auftraten. Höhepunkt der Auseinandersetzung zwischen den beiden Parteien war der Main Event beim SummerSlam 1988, der auch endgültig das Ende der Fehde zwischen Hogan und André besiegelte.

## DVD
- WWE Wrestlemania III – Championship Edition (2010, Englisch in Dolby Digital 2.0, Bildformat: 4:3 - 1.33:1)